# 天禄 (遼)
天禄（てんろく）は、遼の世宗耶律兀欲の治世に使用された元号。947年 - 951年。
- 2年：耶律兀欲が大統を継承。耶律突欲に義宗譲国皇帝と追諡。

## 西暦との対照表
| 天禄 | 元年  | 2年   | 3年   | 4年   | 5年   |
| 西暦 | 947年 | 948年 | 949年 | 950年 | 951年 |
| 干支 | 丁未  | 戊申  | 己酉  | 庚戌  | 辛亥  |